# Fort Vermilion
Fort Vermilion ist ein Ort am Peace River im Norden der kanadischen Provinz Alberta. Fort Vermilion befindet sich im Mackenzie County, dessen Verwaltungssitz sich auch hier befindet. Sie hat den Status eines hamlets (Weiler).
Fort Vermilion wurde 1788 gegründet, es teilt den Titel der ältesten europäischen Besiedlung in Alberta mit Fort Chipewyan. Fort Vermilion dient als Dienstleistungszentrum für die Einwohner der Gemeinde als auch für die ländliche Bevölkerung. In Fort Vermilion befindet sich auch die Verwaltung des Mackenzie Countys, Albertas größter Gebietskörperschaft.

## Geschichte

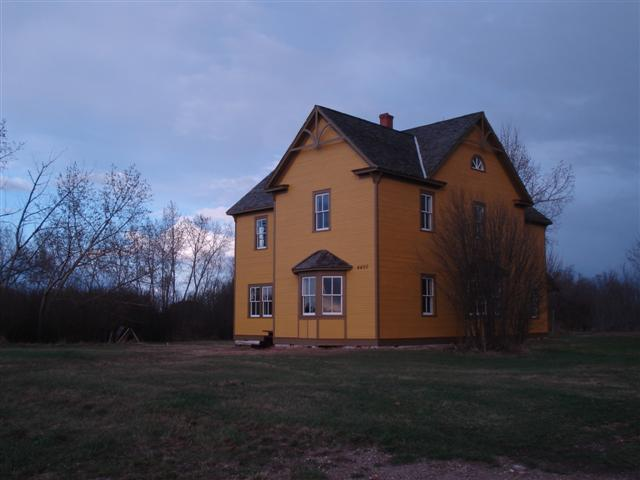
Das Old Bay House

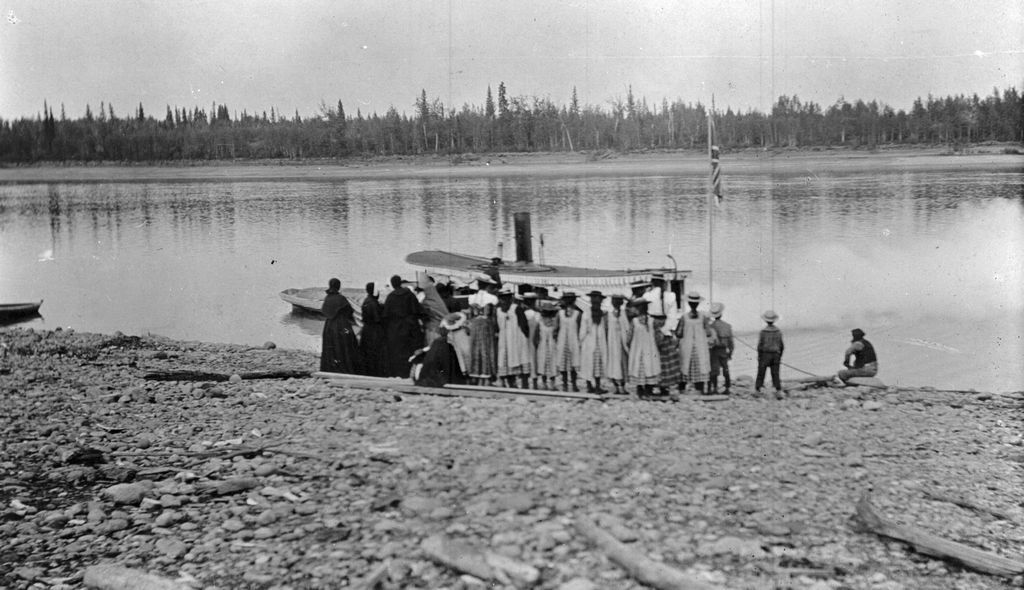
Das Hudson’s Bay Company Schiff Messenger in Fort Vermilion

Ursprünglich wurde die Gegend lange vor Ankunft der ersten europäischen Händlern und Siedler von Angehörigen der Dane-zaa, der Dene und der Cree bewohnt.
Der Name des Ortes kommt von vermilion, einem roten Farbton, der in den Flussbänken des Peace Rivers gesehen werden konnte. Fort Vermilion war eine Handelsgemeinschaft der North West Company, der flussaufwärts der unpassierbaren Vermilion Chutes gelegen ist.
Das Fort wurde 1788 gegründet, es folgte auf die Erkundungen von Alexander MacKenzie. Im Winter handelten die Bewohner mit den Ureinwohnern und kauften ihnen Felle ab. Diese wurden dann im Sommer auf dem Flusswege nach Osten zu weiteren Handelsposten und bis nach Montréal verschafft. Als die North West Company 1821 mit der Hudson’s Bay Company verschmolz, ging das Fort an die Hudson’s Bay Company über. 1830 war es ein vielversprechender Handelsposten. Die erste anglikanische Kirche wurde 1877 erbaut.
Hauptzugang zur Siedlung war auf dem Wasserwege, es wurden Flussboote oder auch Fähren genutzt, um Material in den Sommermonaten herbeizuschaffen, wenn das Wasser nicht gefroren ist. 1903 kam das erste Dampfschiff, die St. Charles, in Dienst gestellt. Es wurde genutzt, um den oberen Flusslauf des Peace Rivers zu befahren, die Strecke nach Hudson’s Hope war 847 km lang. 1974 wurde westlich von Fort Vermilion eine Brücke über den Peace River gebaut, damit endete die winterliche Isolation der Gemeinde.
Das ursprüngliche Old Bay House, in dem der Chief Factor, der Handelspostenleiter, untergebracht war, existiert noch immer und ist nun Bestandteil des Fort Vermilion National Historic Site. Es wurde seit 1968 aufgrund seiner Bedeutung für die North West Company und die Hudson’s Bay Company in diesem Register aufgeführt.
Das Besucherzentrum befindet sich in einem 1923 gebauten Haus, das am Ufer des Peace Rivers lag. Es wurde 1983 abgebaut und an einer neuen Stelle wieder aufgebaut. Ein weiteres Museumsgebäude ist das 1907 gebaute Clark House. Dieses Gebäude wurde für die Buchhalter der Hudson’s Bay Company gebaut, auch dieses Gebäude wurde 1994 abgebaut und dann neben dem Besucherzentrum wieder errichtet.
Das Trappers Shack, 1912 erbaut, wird in der Liste der historischen Stätten aufgeführt.

## Geographie

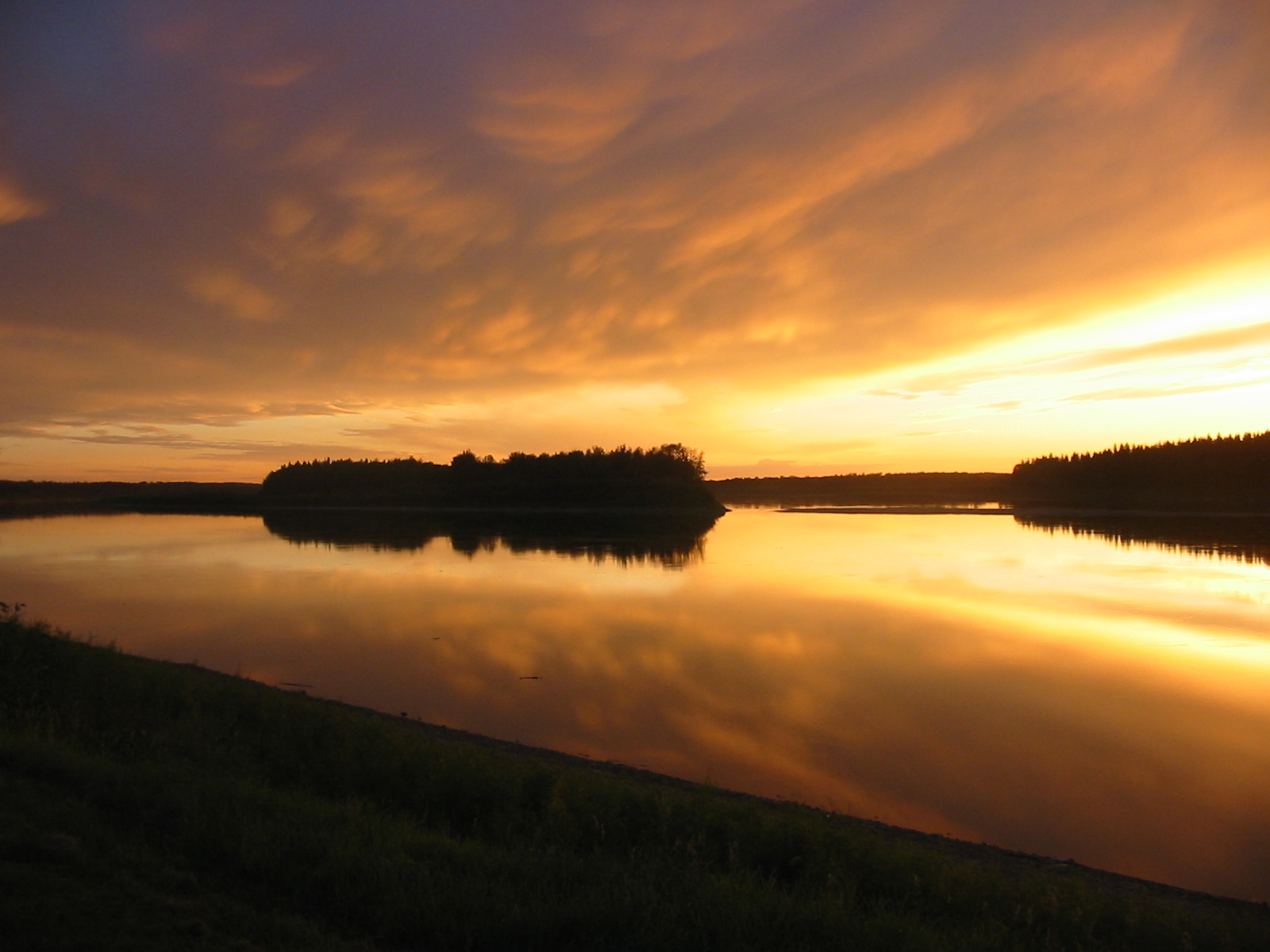
Peace River vom Ufer von Fort Vermilion

Fort Vermilion liegt 77 km südöstlich von High Level und 661 km nordwestlich von Edmonton am Highway 88, dem so genannten Bicentennial Highway. Der Ort La Crete liegt ungefähr 40 km südwestlich von Fort Vermilion.
Fort Vermilion ist die nördlichste Gemeinde im Peace River Country. Peace Country, im Aspen Parkland Ökogebiet gelegen, ist das nördlichste Gebiet Kanadas, das für Landwirtschaft geeignet ist. Die Landschaft wird dominiert von Wälder aus Zitterpappeln und Fichten, die von Graslandschaften unterbrochen werden. Wilde Tiere gibt es dort reichlich, vor allem Bären Elche, Hirsche, Biber, Füchse, Kojoten und Kanadagänse.
Fort Vermilion liegt am Südufer des Peace Rivers, der tiefste Punkt liegt bei 255 m, der höchste bei 282 m über dem Meeresspiegel. Das North Vermilion Settlement liegt auf der anderen, nördlichen Flussseite, der zur Siedlung gehörige Fort Vermilion Airport liegt ungefähr 6 km flussabwärts.

## Klima
Trotz der nördlichen Lage Fort Vermilions herrscht hier ein feuchtes kontinentales Klima vor. Die Winter sind lange und kalt, im Gegenzug dazu sind die Sommer warm. Im Winter kann es bis zu Temperaturen zwischen −40 und −50 °C kommen. Die Sommertage profitieren von der nördlichen Lage mit langen Tagen. Während der Sommermonate ist mit Moskitoplagen zu rechnen.
Fort Vermilion hält den Rekord für die kälteste Temperatur außerhalb des Yukons, am 11. Januar 1911 fiel die Temperatur auf −61,1 °C. Die höchste gemessene Temperatur wurde am 17. August 1912 mit 38,3 °C gemessen.
|                        | Jan   | Feb   | Mär   | Apr  | Mai  | Jun  | Jul  | Aug  | Sep  | Okt  | Nov   | Dez   |   |      |
| Mittl. Temperatur (°C) | −22,7 | −17,3 | −10,0 | 1,8  | 10,2 | 15,0 | 16,9 | 15,0 | 8,9  | 2,2  | −10,5 | −19,8 | ⌀ | −0,8 |
| Mittl. Tagesmax. (°C)  | −18,2 | −12,0 | −3,7  | 7,8  | 16,7 | 21,6 | 23,1 | 21,3 | 14,6 | 6,7  | −6,8  | −15,7 | ⌀ | 4,7  |
| Mittl. Tagesmin. (°C)  | −27,3 | −22,8 | −16,2 | −4,2 | 3,7  | 8,4  | 10,6 | 8,7  | 3,2  | −2,4 | −14,4 | −24,2 | ⌀ | −6,3 |
|                        |       |       |       |      |      |      |      |      |      |      |       |       |   |      |
| Niederschlag (mm)      | 20,2  | 17,5  | 20,7  | 11,7 | 2,2  | 0    | 0    | 0    | 0,8  | 10,8 | 20,9  | 20,2  | Σ | 125  |
|                        |       |       |       |      |      |      |      |      |      |      |       |       |   |      |
| Regentage (d)          | 7     | 6     | 6     | 5    | 8    | 10   | 11   | 11   | 9    | 7    | 8     | 8     | Σ | 96   |

| −27,3 |

| −22,8 |

| −16,2 |

| −4,2 |

| 3,7 |

| 8,4 |

| 10,6 |

| 8,7 |

| 3,2 |

| −2,4 |

| −14,4 |

| −24,2 |

| −27,3 |

| −22,8 |

| −16,2 |

| −4,2 |

| 3,7 |

| 8,4 |

| 10,6 |

| 8,7 |

| 3,2 |

| −2,4 |

| −14,4 |

| −24,2 |

| N i e d e r s c h l a g | 20,2 | 17,5 | 20,7 | 11,7 | 2,2 | 0   | 0   | 0   | 0,8 | 10,8 | 20,9 | 20,2 |
|                         | Jan  | Feb  | Mär  | Apr  | Mai | Jun | Jul | Aug | Sep | Okt  | Nov  | Dez  |

## Demographie

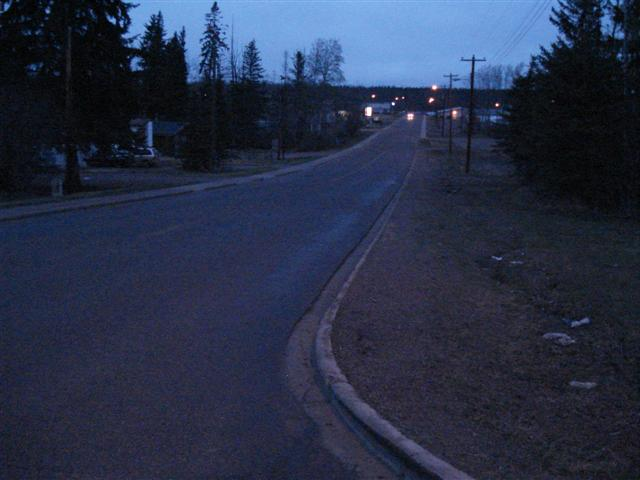
Main Street

Beim Census 2011 wurden in Fort Vermillion 727 Einwohner gezählt, die in 239 Häusern in der Gemeinde wohnen. Dies ist ein Zuwachs von 1,8 % gegenüber dem Census 2006, damals wohnten noch 714 Einwohner in Fort Vermilion. Der Ort hat eine Größe von 6,81 km², dies ergibt eine Bevölkerungsdichte von 6,6 Einwohner/km².

## Bildung
In Fort Vermilion gibt es zwei Schulen, beide sind öffentlich und werden von der Fort Vermilion School Division No. 52 geführt.
Fort Vermilion Public ist Teil des staatlichen Schulsystems und bietet die Ausbildung für die Klassen 6 bis 12. Ungefähr 150 Schüler besuchen die Schule. Die St. Mary’s Elementary ist eine katholische Schule und Kindergarten, die bis zur 6. Klasse reicht. Es sind ca. 145 Schüler dort zur Schule.
Das Northern Lakes College, das 1999 gegründet wurde, hat einen seiner 26 Campus in Fort Vermilion. Die Einrichtung war davor als Alberta Vocational Centre Grouard bekannt, sie bietet den Angehörigen der First Nations eine Ausbildung an.

## Infrastruktur
Im Community Complex befindet sich ein Hockey-Feld, eine Curlingbahn und eine Tanzhalle. Das Fort Vermilion Heritage Centre verantwortet 25 Stätten, die in der Liste der historischen Stätten aufgeführt werden. Darunter sind alte Holzfällerhause, die Dominion Experimental Farm, First Nation- und naturgeschichtliche Stätten.
Das St. Theresa General Hospital ist ein 1983 gebautes Krankenzentrum, das 26 Betten zur Akutpflege und 8 Betten zur Langzeitpflege vorhält. Des Weiteren ist ein Rettungszentrum dort vorhanden. 76 Mitarbeiter sind dort beschäftigt, es wird vom Alberta Health Services betrieben. Der Provincial Court of Alberta, die Jurisdiktion in der Provinz, unterhält ein Gericht in Fort Vermilion, das Gericht ist im alten Hospital untergebracht.
Der Fantasy North Golf & Country Club ist ein Golfplatz mit einer 150-jährigen Geschichte. Der Platz hat neun Spielbahnen; darüber hinaus eine Minigolf-Bahn sowie ein Klubhaus.
Darüber hinaus befindet sich in der Gemeinde eine öffentliche Bibliothek sowie vier Kirchen. Die St. Luke’s Anglican Church Cemetery wurde 1877 gebaut. Östlich von Fort Vermilion befindet sich der Fort Vermilion Airport (Transport Canada-Flughafencode: CEZ4), der vom Mackenzie County betrieben wird. Der Flughafen hat lediglich eine kleine Landebahn.
Die Rodeo Grounds befinden sich 5 km südwestlich des Orts, jährlich wird im Juli dort ein Rodeo durchgeführt.

## Politik
Abgeordneter im kanadischen Unterhaus für den Wahlkreis Peace River—Westlock, in dem Fort Vermilion liegt, ist Arnold Viersen, gewählt für die Konservative Partei Kanadas. Die Abgeordnete für das Provinzparlament Albertas ist Debbie Jabbour von der NDP.

## Persönlichkeiten
- Dave Hancock, Premierminister (interimistisch) von Alberta, 2014
- Will Ferguson, Schriftsteller
- Ian Ferguson, Schriftsteller